# Carrefour (Haiti)
Carrefour – miasto portowe na Haiti, w departamencie Ouest. Obecnie biedne przedmieście Port-au-Prince, haitańskiej stolicy, gęsto zaludnione. Liczba mieszkańców jest niepewna, szacunkowe dane za rok 1999 mówiły o 336 tys.. Obecnie może tu zamieszkiwać do ok. 542 tys. osób, w tym wielu przybyszy z prowincji, którzy przybyli tu w poszukiwaniu pracy. W mieście jest duże bezrobocie, z czym wiąże się wysoki poziom przestępczości. W 1999 r. głośny był przypadek egzekucji 11 młodych ludzi, dokonanej przez miejscowe gangi.
Carrefour wraz ze stolicą oraz pobliskim miastem przemysłowym Pétionville tworzą tzw. Aire Metropolitaine (obszar stołeczny).